# Douglas (Oklahoma)
Douglas – miasto w Stanach Zjednoczonych, w stanie Oklahoma, w hrabstwie Garfield.